# Peter Birro
Peter Marcello Birro, född 19 juli 1966 i Västra Frölunda, är en italiensk-svensk författare och manusförfattare.

## Biografi
Peter Birro växte upp i Lövgärdet i Angered, ett miljonprogramsområde som började anläggas 1970. Hans far var från Italien och modern var svensk. Birro var en av förgrundsfigurerna i kultbandet The Christer Petterssons och föreställningen Kulturmord där man blandade rockmusik med poesi. Peter Birro upptäckte och fascinerades av August Strindberg tidigt i högstadiet, och började skriva romaner. Han upptäcktes av dramachefen på SVT i Göteborg, Gunnar Carlsson, som såg till att Peter Birro och Agneta Fagerström-Olsson träffades. Han fick sitt stora genombrott 1997 med manuset till den prisbelönta TV-serien Hammarkullen som han gjorde med Fagerström-Olsson. De fortsatte sitt samarbete med  bland annat "Den förste zigenaren i rymden" och långfilmen "Knockout".
År 2005 tilldelades han Hoola Bandoola Bands Pris till Björn Afzelius minne, tillsammans med Agneta Fagerström-Olsson. Han har erhållit Prix Italia för bästa TV-drama 1998 (för Hammarkullen), 2005 (för Kniven i hjärtat) och 2008 (för Upp till kamp).
Peter Birro är äldre bror till författaren Marcus Birro.

## Manus för film, TV och teater
- 1997 – Hammarkullen (TV-serie)
- 2000 – Det nya landet (TV-serie)
- 2000 – Knockout
- 2002 – Den förste zigenaren i rymden (TV-serie)
- 2002 – Cuba Libre
- 2002 – Bäst i Sverige!
- 2004 – Kniven i hjärtat (TV-serie)
- 2007 – Arbetarklassens sista hjältar (TV-serie)
- 2007 – Neil Armstrong var aldrig på månen (TV-serie)
- 2007 – Upp till kamp (TV-serie)
- 2007 – August (TV-serie)
- 2008 – Den ömhet jag är värd (pjäs på Elverket, Unga Dramaten)
- 2011 – Magi i luften
- 2012 – Snabba Cash II
- 2013 – Monica Z
- 2013 – En dans på roser
- 2014 – Viva Hate (TV-serie)
- 2019 – 438 dagar

## Priser och utmärkelser
- 1997 – Ingmar Bergmanpriset
- 1999 – SEKO sjöfolks kulturpris
- 2000 – Årets europé i Sverige
- 2005 – Björn Afzeliuspriset
- 2008 – ABF:s litteratur- & konststipendium
- 2008 – Ikarospriset